# Ca Pellisa (Ginestar)
Ca Pellisa és un edifici de Ginestar (Ribera d'Ebre) que forma part de l'Inventari del Patrimoni Arquitectònic de Catalunya. Està situada dins del nucli urbà de la vila de Ginestar, al bell mig del terme municipal i amb la façana principal orientada al carrer Ample. És un edifici bastit vers l'any 1892, com ho testimonia la data que presideix la llinda de la porta principal.

## Descripció
És una casa entre mitgeres de planta més o menys rectangular, distribuïda en planta baixa i dos pisos, amb la coberta de teula de dues vessants i el carener paral·lel a la façana principal. Totes les obertures de l'edifici són rectangulars. El portal d'accés, descentrat a un extrem del parament, està emmarcat en pedra i decorat amb una motllura acanalada. Al centre de la llinda hi ha la clau, a manera de mènsula, amb les inicials "J.P." i la data 1892. A l'altre extrem del parament hi ha dues finestres balconeres. El primer pis presenta quatre balcons exempts amb les llosanes motllurades i baranes de ferro treballat. Tant aquests finestrals com les obertures de la planta baixa presenten els emmarcaments decorats, imitant carreus de pedra regulars. A la segona planta, les obertures es corresponen amb petites finestres balconeres. La façana està rematada per una barbacana sostinguda amb mènsules de fusta. Tant el parament de la planta baixa com el del primer pis estan arrebossats i decorats a imitació de carreus de pedra, mentre que a la segona planta el parament està bastit amb maons.